# Bahnhof Pritzerbe

Der Bahnhof Pritzerbe ist einer von zwei Halten in der Stadt Havelsee und liegt im Ortsteil Pritzerbe. Er dient als Ausweichstelle für entgegenkommende Züge auf der eingleisigen Bahnstrecke Brandenburg–Rathenow, der ehemaligen Brandenburgischen Städtebahn. Der Bahnhof mit dem Empfangsgebäude und einem Güterschuppen steht unter Denkmalschutz.

## Geschichte
Pritzerbe wurde 1904 an das deutsche Eisenbahnnetz angeschlossen. Die im Jahre 1901 gegründete Brandenburgische Städtebahn AG eröffnete am 25. März 1904 den Verkehr auf der Strecke Treuenbrietzen–Belzig–Brandenburg–Rathenow–Neustadt (Dosse) über Pritzerbe. Für die ersten zehn Jahre führte die Vereinigte Eisenbahnbau- und Betriebs-Gesellschaft bis zum 31. März 1914 den Betrieb, den der AG-Vorstand dann in eigene Regie übernahm. Nach dem Niedergang des Eisenbahntransportwesens nach Kriegsende ging die Betriebsführung ab 1920 auf das Landesverkehrsamt Brandenburg über.
Die eingleisige Nebenbahn hatte eine Gesamtlänge von 125,6 Kilometern und verband die vier Hauptstrecken miteinander, die von Berlin in Richtung Hamburg, Stendal, Magdeburg und Dessau ausgehen. Sie war bereits im 19. Jahrhundert als Teil eines aus militärstrategischen Gründen den Großraum Berlin großzügig umrundenden Eisenbahnringes konzipiert und zählte bald zu den bedeutendsten deutschen Privatbahnen.
Ab 1932 beschaffte die Bahn für den Personenverkehr nur noch Triebwagen.
Als der Zweite Weltkrieg endete, befanden sich 95 Prozent der Aktien im Eigentum der öffentlichen Hand; etwa je ein Drittel entfiel auf den preußischen Staat, die Provinz Brandenburg und die kommunalen Körperschaften (die Kreise Ruppin, Westhavelland und Zauch-Belzig sowie die Städte Brandenburg und Rathenow). Gleichwohl wurde die AG in einen volkseigenen Betrieb umgewandelt und ging ab 1. April 1949 in die Verwaltung der Deutschen Reichsbahn über.
Der Schienenpersonennahverkehr wurde am 1. Oktober 1962 auf dem Streckenabschnitt zwischen Treuenbrietzen und Belzig eingestellt. Am 30. November 2003 wurde der Abschnitt zwischen Rathenow Nord und Neustadt (Dosse) und am 13. Dezember 2003 der Abschnitt zwischen Belzig und Brandenburg außer Betrieb gesetzt. Der Abschnitt Rathenow–Rathenow Nord wurde zum 14. Dezember 2005 aufgegeben, somit verkehren Personenzüge nur noch auf dem rekonstruierten Streckenabschnitt Brandenburg–Rathenow, an dem Pritzerbe liegt. Der Abschnitt Brandenburg–Rathenow Nord war von 2003 bis 2005 für 55 Millionen Euro saniert worden und am 27. Juni 2005 wieder in Betrieb genommen.
Im September 2007 gewann die Ostseeland Verkehr GmbH das durch den VBB eingeleitete Interessenbekundungsverfahren zum Betrieb des Streckenabschnittes Rathenow–Brandenburg (Havel) (RB51). Von Dezember 2007 bis Dezember 2011 betrieb sie die Strecke als MR51 mit Fahrzeugen vom Typ Desiro. Seit Dezember 2011 verkehrt nun, nach erneuter Ausschreibung, die Ostdeutsche Eisenbahn die Linie zunächst als OE51 mit fabrikneuen Stadler GTW. Zum Fahrplanwechsel am 9. Dezember 2012 wurde die Linienbezeichnung zu RB51 vereinheitlicht, die Linie wird weiterhin von der Ostdeutschen Eisenbahn betrieben.

### Personenverkehr
Im Fahrplanjahr 2022 wird der Bahnhof Pritzerbe von folgenden Linien bedient:
| Linie   | Linienverlauf                                                                     | Takt (min)                        | EVU                         |
| ------- | --------------------------------------------------------------------------------- | --------------------------------- | --------------------------- |
| RB 51   | Brandenburg Hauptbahnhof – Brandenburg-Altstadt – Pritzerbe – Premnitz – Rathenow | 60                                | ODEG                        |
| BUS 564 | Pritzerbe – Hohenferchesar – Brandenburg                                          | einzelne Fahrten (Schülerverkehr) | regiobus Potsdam Mittelmark |

## Ehemaliges Empfangsgebäude

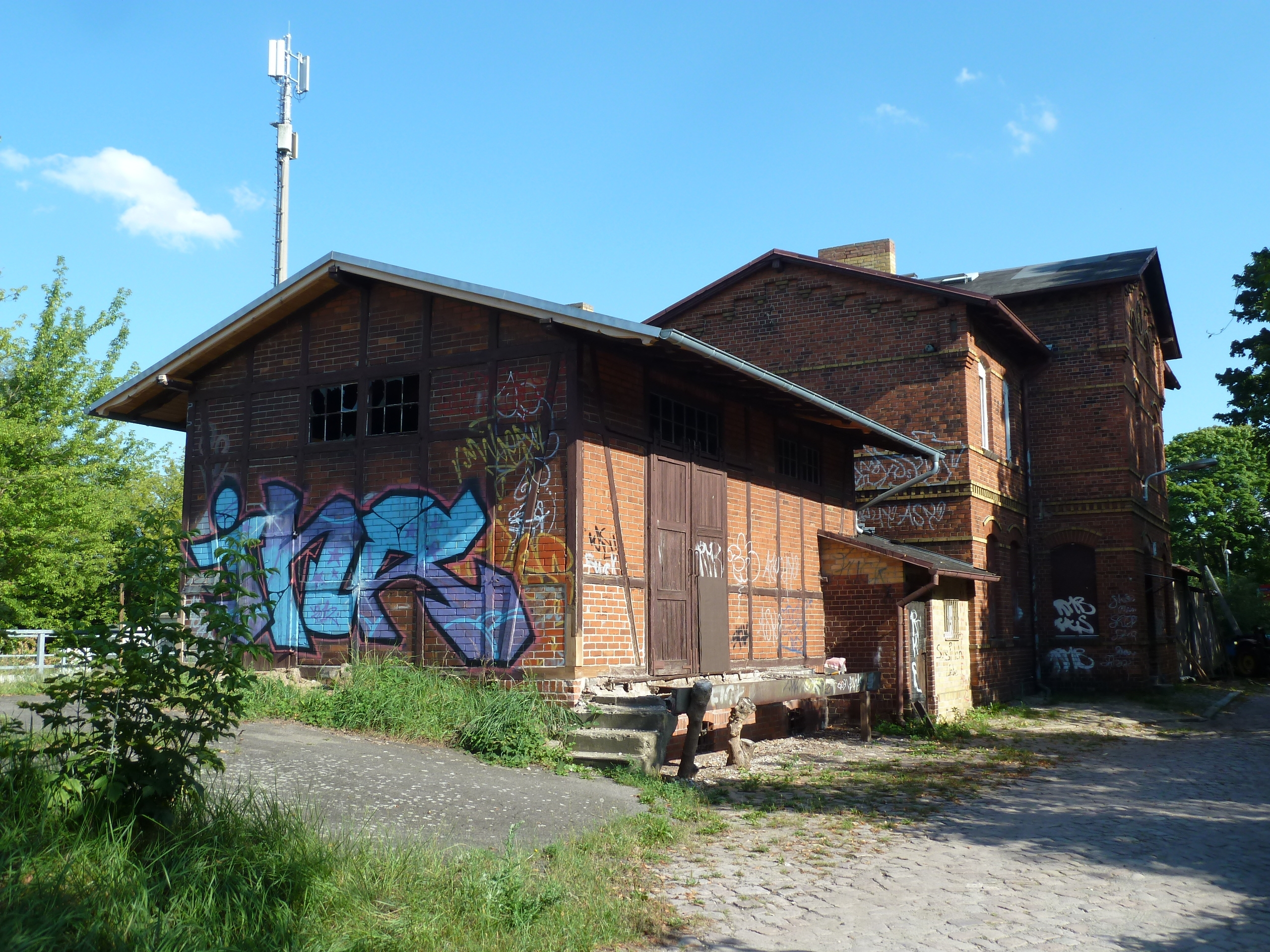
Blick von der Straßenseite auf das Empfangsgebäude, im Vordergrund der Güterschuppen

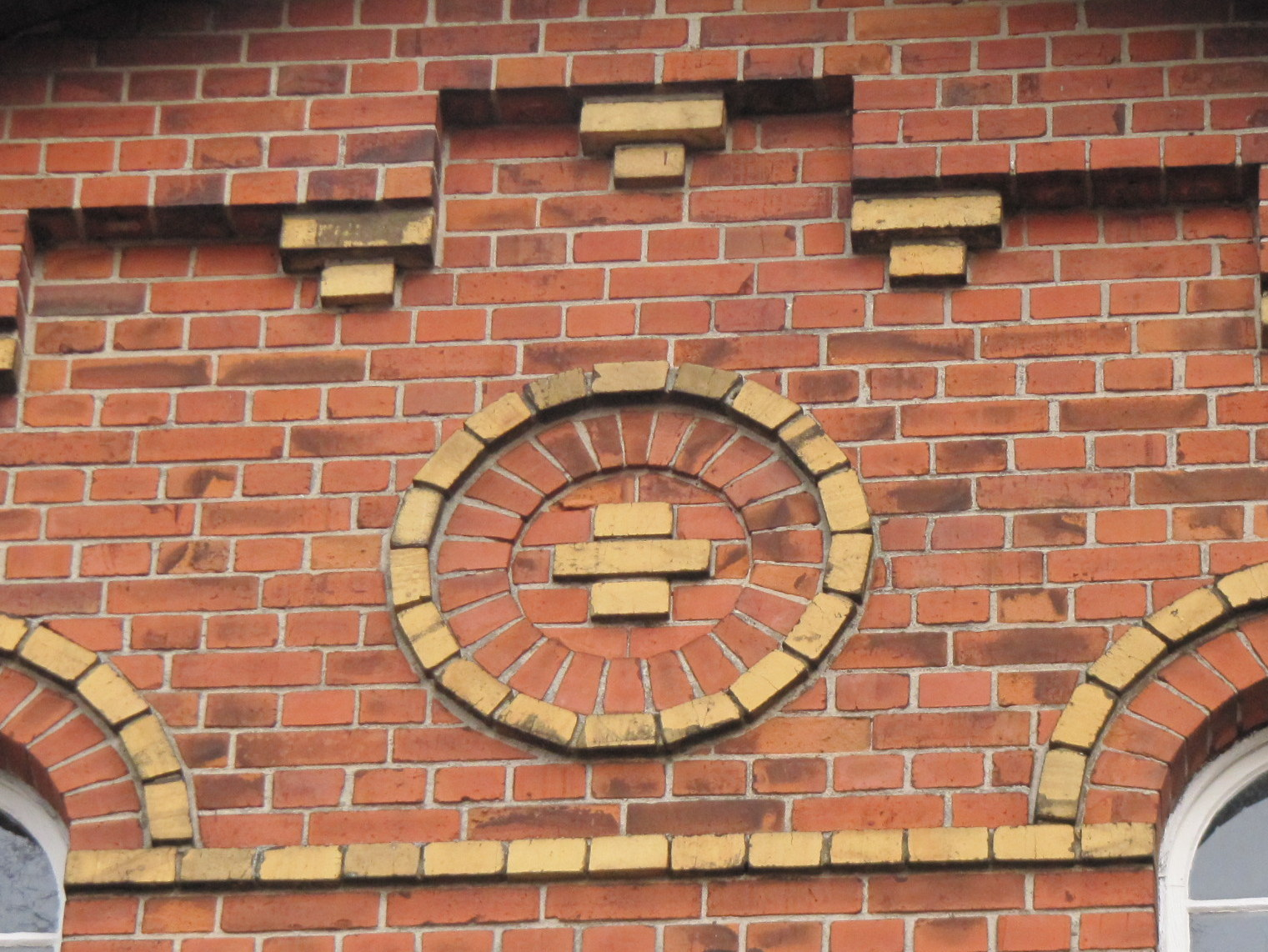
Giebelgesims und Rosette

Das alte Empfangsgebäude befindet sich auf der Westseite des Bahnhofs und wird heute im Obergeschoss als Wohnhaus genutzt. Es steht mitsamt einem Güterschuppen und einem Toilettenhäuschen unter Denkmalschutz. Die untere Etage ist ungenutzt, die Schalter- beziehungsweise Wartehalle geschlossen und vernagelt. Güterschuppen und Warteraum werden nicht mehr genutzt.
Das Bahnhofsgebäude wurde aus roten Ziegeln gemauert und ist unverputzt. Es ist zweigeschossig und weist einen Mittelrisalit auf. Sämtliche Fenster in beiden Stockwerken wurden mit Segmentbögen gemauert. Über den Fenstern und Stürzen finden sich kleine, ebenfalls segmentbogige Verdachungen. Unter den Fenstern der unteren Etage, zwischen beiden Stockwerken, auf Höhe der Oberkante der Fenster des oberen Stockwerks und oberhalb dieser Fenster findet sich jeweils ein Gesims. Der Mittelrisalit weist einen Giebel mit einem Giebelgesims und profilierten Konsolen über die Ecken unmittelbar unter dem Dach auf. Weiterhin sind hier zwei kleine Rundbogenfenster mit einer in ein Gesims übergehenden Fensterverdachung auffällig. Oberhalb dieser wurde eine Rosette gemauert. Neben diesen Details sind für die Ostfassade noch ein Traufgesims und gleichartige Eckkonsolen, wie sie bereits beim Risalit beschrieben wurden, aufzuzählen.
In der südlichen Außenwand wurden segmentbogige Blenden mit Verdachungen eingelassen. Fenster gibt es hier keine. Das Gesims der Ostseite des Gebäudes verläuft über diese Wand. Unterhalb des Giebels befindet sich das gleiche Giebelgesims wie bereits unterhalb des Giebels des Mittelrisalits. Weiterhin ist hier eine gleichartige Rosette zu finden. Als Anbau findet sich hier ein schmuckloses, in Grauputz gehaltener, ehemaliger Schuppen.
An der nördlichen Wand sind nur das Giebelgesims, die um die Ecken greifenden Konsolen und ein Gesims auffällig. Baulich schließt sich der ebenfalls unter Denkmalschutz stehende alte Güterschuppen an. Dieser weist ein Fachwerk auf, zwischen welchem ebenfalls rote Klinker gemauert wurden. Die von den Gleisen abgewandte Westfassade des Bahnhofsgebäudes ist gleich der Ostfassade gestaltet. Einzig der Eingang unterscheidet sich etwas zu dem der Ostseite. In die Ecke zwischen Hauptgebäude und Güterschuppen ist ein ehemaliges Toilettenhäuschen mit Pultdach gemauert, welches als drittes zum Denkmal gehört.

## Heutige Infrastruktur
Bei der Sanierung der Bahnstrecke 2003 bis 2005 wurde der Bahnhof Pritzerbe als Ausweichbahnhof für entgegenkommende Züge ausgelegt. Dafür wurden im Gegensatz zu anderen ehemaligen Bahnhöfen auf der Strecke, die heute nur noch Haltepunkte darstellen, zwei Gleise und Weichen verlegt. Weitere vorher existierende Gleise für die Abfertigung von Gütern wurden zurückgebaut. Die beiden Gleise im Bahnhof verfügen jeweils über einen modernen hohen Bahnsteig, der ein Ein- und Aussteigen auf Niveau der verkehrenden Triebwagen ermöglicht. Auf beiden Bahnsteigen existiert ein Unterstand, der in Glasbauweise ausgeführt wurde. Der Zugang zum alten Bahnhofsgebäude mit Wartehalle und Fahrkartenausgabe ist versperrt. Der östliche Bahnsteig ist nicht mehr über die Gleise, sondern nur vom Bahnübergang an der südlich am Bahnhof vorbeiführenden Marzahner Chaussee aus zu erreichen.